# Hraniční přechod Jaroslavice–Zwingendorf
Hraniční přechod Jaroslavice–Zwingendorf (německy Grenzübergang Zwingendorf–Jaroslavice) je bývalý silniční hraniční přechod na česko-rakouské státní hranici na hraničním úseku IX-3 - IX/1 (IX/0/7 - IX/1) mezi českou obcí Jaroslavice (okres Znojmo, Jihomoravský kraj) a rakouskou obcí Zwingendorf (část obce Großharras, okres Mistelbach, Dolní Rakousy). Přechod leží v nadmořské výšce 228 m n. m. na silnici II/397; za hranicí pokračuje rakouská silnice L25. Před zrušením byl určen pro pěší, cyklisty a motorová vozidla do 7,5 tun.
Hraniční přechod byl zrušen při vstupu České republiky do Schengenského prostoru v roce 2007. V případě dočasného znovuzavedení ochrany vnitřních hranic je provoz na hraničním přechodu upraven Sdělením Ministerstva vnitra č. 395/2021 Sb.